# Довлатабади, Махмуд
Махмуд Довлатабади (перс. محمود دولتآبادی‎; 1 августа 1940, Довлатабад, шахрестан Себзевар) — крупнейший иранский писатель, сценарист, актёр театра и кино.

## Биография
Сын сапожника, вырос в сельской местности, окончил начальную школу, где научился читать. Трудился на сезонных работах. Отец приобщил его к персидской классической поэзии. Махмуд пытался торговать, но бросил это занятие и приехал в Тегеран, чтобы стать актёром. Работал контролёром в кино, суфлёром в театре, занимался в театральной мастерской при литературном журнале Анахита. Начал писать в 1960-х годах, в 1962 опубликовал первый роман. Параллельно выступал как актёр, играл в драмах Брехта и Артура Миллера. В 1974 был арестован тайной полицией, два года провёл в тюрьме, где сочинил «в уме» свой второй роман «Пропавший Солух». Несмотря на притеснения властей и жестокости цензуры (несколько его романов до сих пор не опубликованы на родине), писатель не покинул Иран.

## Произведения
- На краю ночи, роман (1962)
- Пропавший Солух, роман (1979)
- История Баба Собхана, роман
- Полковник, роман
- Келидар, роман-поток в пяти томах, 10-ти книгах (1978—1984, )

## Признание
Длинный список Азиатской литературной премия группы Мэн (2011, en:Man Asian Literary Prize). Книги писателя переведены на арабский, иврит, английский, немецкий, итальянский, голландский, шведский, норвежский языки.